# Patellapis intricata
Patellapis intricata är en biart som först beskrevs av Joseph Vachal 1894.  Patellapis intricata ingår i släktet Patellapis och familjen vägbin. Inga underarter finns listade i Catalogue of Life.